# Live After Death
Live After Death album koncertowy brytyjskiego zespołu Iron Maiden, wydany 14 października 1985 roku, nagrany podczas trasy koncertowej World Slavery Tour.
Pierwsze 13 utworów (wstęp i 12 utworów) zostało nagrane 14-17 marca 1985 r. w Long Beach Arena w Long Beach, USA. Ostatnie 5 utworów zostało nagrane wcześniej na tej samej trasie koncertowej, 8-10 i 12 października 1984 r. w Hammersmith Odeon (znanym obecnie jako Hammersmith Apollo) w Londynie, Anglia. Na oryginalnym podwójnym wydaniu winylowym, utwory z Long Beach Arena były na pierwszy trzech stronach, a utwory nagrane w Hammersmith Odeon zostały zamieszczone na czwartej stronie.
Oryginalne wydanie CD (wydane w grudniu 1985 r.) tego albumu zawierało wszystkie utwory z pierwszych trzech stron wydania winylowego. Czwarta strona nie została zawarta na oryginalnym wydaniu z powodu problemów z pojemnością płyty CD. Również utwór Running Free z wersji winylowej trwającej 8:43 został skrócony do zaledwie 3:16, usuwając z utworu część w której bierze udział publiczność. Zremasterowana edycja albumu z 1998 r. zawiera nieskróconą wersję utworu oraz drugą płytę CD z utworami oryginalnie pominiętymi. Warte uwagi jest to, że reedycja z 1995 r. zawiera również dodatkową płytę CD, ale na niej są zawarte jedynie trzy utwory ze stron-B obu singli (Running Free i Run to the Hills) z tego albumu. Ta reedycja nie została zremasterowana.
W Polsce album został wydany (jako podwójna płyta winylowa) w 1985 roku przez Tonpress.

## Okładka
Okładka została stworzona przez Dereka Riggsa. Prezentuje ona maskotkę zespołu, Eddiego, powstającego z grobu. Na tym grobie znajduje się nagrobek z cytatem z powieści H.P. Lovecrafta, The Nameless City:

ang. „That is not dead which can eternal lie

Yet with strange aeons even death may die.”

pl. „Nie jest umarłym ten który spoczywa wiekami

Nawet śmierć może umrzeć już z dziwnymi eonami.”

W tym cytacie, na początku drugiej linijki, właściwie powinno być „And with strange...” (wraz z dziwnymi...) zamiast „Yet with strange...” (już z dziwnymi...). Zobacz również: Necronomicon.
Okładka przedstawia Eddiego tak jak na okładkach przed albumem Piece of Mind (z długimi włosami), ale jest również lekko upodobniony do Eddiego przedstawionego na okładkach albumów Piece of Mind (kajdany) i Powerslave (fale elektryczne).
Tylna okładka ukazuje również śmierć wśród chmur nad zniszczonym miastem. Jest to druga okładka gdzie można zobaczyć jej postać. Pierwszy raz została zamieszczona na okładce singla The Trooper, później grana była przez Eddiego na okładkach albumów Dance of Death i Death on the Road.

## Wstęp
Wstęp przed 'Aces High' jest częścią przemówienia Winstona Churchilla wygłoszonego w Brytyjskiej Izbie Gmin, 4 czerwca 1940 roku; dzień przed bitwą o Anglię:

ang. ”...We shall go on to the end, we shall fight in France, we shall fight on the seas and oceans, we shall fight with growing confidence and growing strength in the air, we shall defend our Island, whatever the cost may be, we shall fight on the beaches, we shall fight on the landing grounds, we shall fight in the fields and in the streets, we shall fight in the hills; we shall never surrender...”

pl. ”...Będziemy dążyli naprzód do końca, będziemy walczyć we Francji, będziemy walczyć na morzach i oceanach, będziemy walczyć z narastającą wiarą i narastającą siłą w powietrzu, obronimy naszą Wyspę, bez względu na cenę, będziemy walczyć na plażach, będziemy walczyć na lądowiskach, będziemy walczyć na polach i na ulicach, będziemy walczyć na wzgórzach; nigdy się nie poddamy...”

## Lista utworów

### Wydanie winylowe z 1985 roku
1. Przemówienie Churchilla [wstęp] – 1:32
2. Aces High – 4:14
3. 2 Minutes to Midnight – 5:16
4. The Trooper – 4:07
5. Revelations – 5:59
6. Flight of Icarus – 3:30
7. Rime of the Ancient Mariner – 14:06
8. Powerslave – 6:54
9. The Number of the Beast – 4:49
10. Hallowed be Thy Name – 7:14
11. Iron Maiden – 4:02
12. Run to the Hills – 3:50
13. Running Free – 8:43
14. Wrathchild – 2:58
15. 22 Acacia Avenue – 4:58
16. Children of the Damned – 4:21
17. Die With Your Boots On – 5:39
18. Phantom of the Opera – 7:01

### Wydanie CD z 1985 roku
1. Przemówienie Churchilla [wstęp] – 1:32
2. Aces High – 4:14
3. 2 Minutes to Midnight – 5:16
4. The Trooper – 4:07
5. Revelations – 5:59
6. Flight of Icarus – 3:30
7. Rime of the Ancient Mariner – 14:06
8. Powerslave – 6:54
9. The Number of the Beast – 4:49
10. Hallowed Be Thy Name – 7:14
11. Iron Maiden – 4:02
12. Run to the Hills – 3:50
13. Running Free – 3:16

### Reedycja z 1995 roku
1. Przemówienie Churchilla [wstęp] – 1:32
2. Aces High – 4:14
3. 2 Minutes to Midnight – 5:16
4. The Trooper – 4:07
5. Revelations – 5:59
6. Flight of Icarus – 3:30
7. Rime of the Ancient Mariner – 14:06
8. Powerslave – 6:54
9. The Number of the Beast – 4:49
10. Hallowed Be Thy Name – 7:14
11. Iron Maiden – 4:02
12. Run to the Hills – 3:50
13. Running Free – 3:16

#### Płyta dodatkowa
1. Sanctuary – 4:40
2. Losfer Words (Big 'Orra) – 4:14
3. Murders in the Rue Morgue – 4:32

### Wydanie zremasterowane z 1998 roku

#### Płyta 1
1. Przemówienie Churchilla [wstęp] – 1:32
2. Aces High – 4:14
3. 2 Minutes to Midnight – 5:16
4. The Trooper – 4:07
5. Revelations – 5:59
6. Flight of Icarus – 3:30
7. Rime of the Ancient Mariner – 14:06
8. Powerslave – 6:54
9. The Number of the Beast – 4:49
10. Hallowed Be Thy Name – 7:14
11. Iron Maiden – 4:02
12. Run to the Hills – 3:50
13. Running Free – 8:43

#### Płyta 2
1. Wrathchild – 2:58
2. 22 Acacia Avenue – 4:58
3. Children of the Damned – 4:21
4. Die With Your Boots On – 5:39
5. Phantom of the Opera – 7:01

## Film
Live After Death jest również nazwą filmu koncertowego Iron Maiden, nagranego również podczas trasy koncertowej World Slavery Tour, i również w Long Beach Arena, ale innej nocy. Zawiera cały koncert, razem ze wstępem i bisem, i kończy się utworem Sanctuary, który nie został zamieszczony oryginalnie na wydaniu winylowym i oryginalnym wydaniu CD wyżej opisanego albumu.
Ten film był oryginalnie transmitowany w stacji MTV.

### Lista utworów
1. Przemówienie Churchilla [wstęp]
2. Aces High
3. 2 Minutes to Midnight
4. The Trooper
5. Revelations
6. Flight of Icarus
7. Rime of the Ancient Mariner
8. Powerslave
9. The Number of the Beast
10. Hallowed Be Thy Name
11. Iron Maiden
12. Run to the Hills
13. Running Free
14. Sanctuary

## Wykonawcy
- Bruce Dickinson – śpiew, gitara (Revelations)
- Dave Murray – gitara elektryczna
- Adrian Smith – gitara elektryczna, podkład wokalny
- Steve Harris – gitara basowa, podkład wokalny
- Nicko McBrain – perkusja